# Carl Gierstorfer

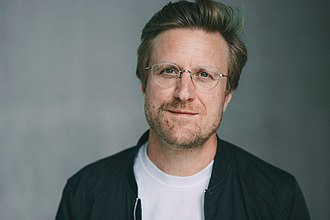
Carl Borromäus Gierstorfer (2021)

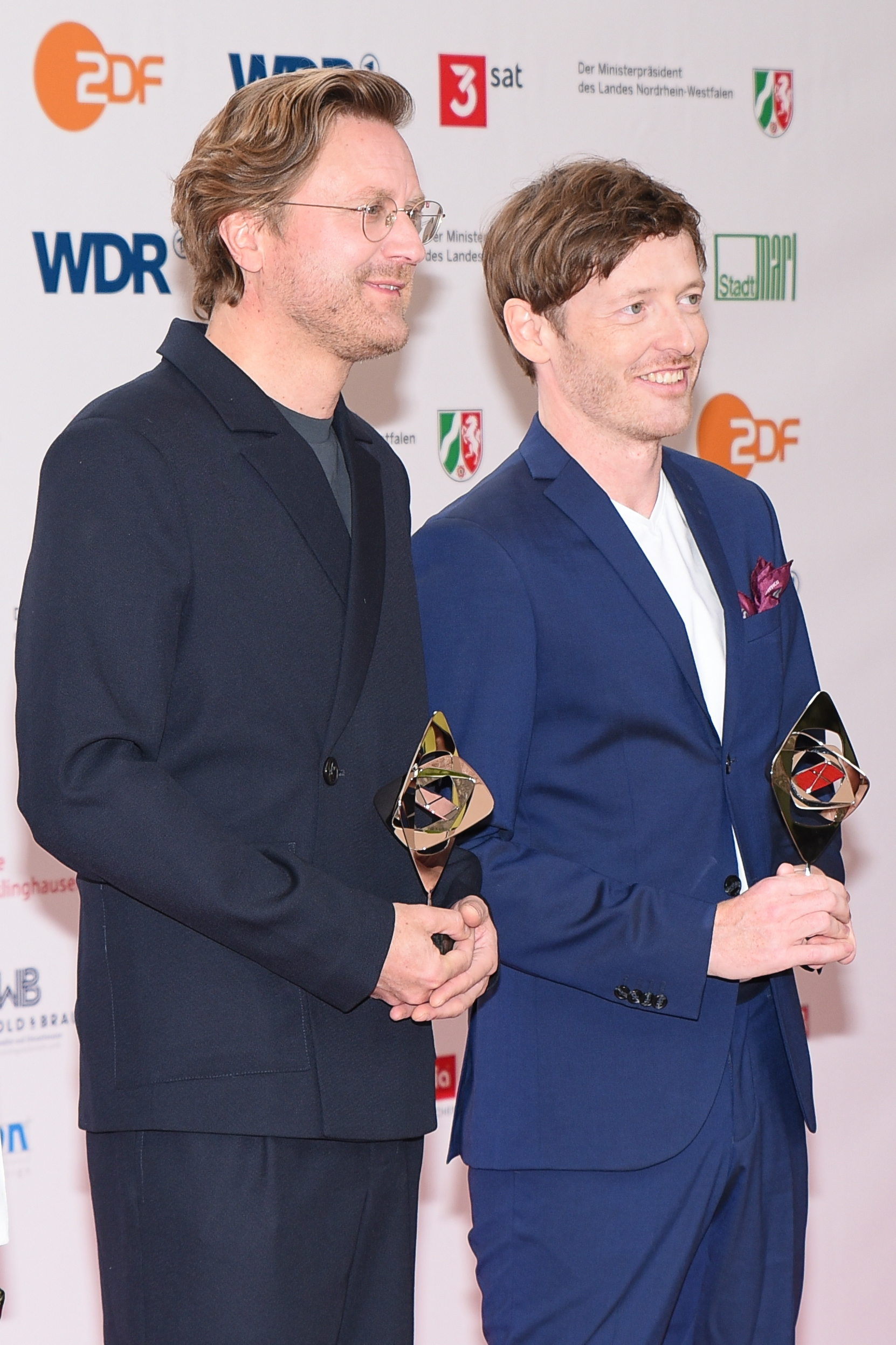
Carl Gierstorfer (li.) mit Ronald Rist bei der Verleihung des Grimme-Preises 2024

Carl Borromäus Gierstorfer (* 1975 in Mallersdorf-Pfaffenberg) ist ein deutscher Journalist und Dokumentarfilmer.

## Leben
Carl Gierstorfer wuchs in Viechtach im Bayerischen Wald auf, wo er 1995 sein Abitur machte. Nach einem Volontariat bei Focus TV und begleitender Ausbildung an der Deutschen Journalistenschule studierte er Biologie am University College London. Seine Abschlussarbeit widmete er der Analyse genetischer Signaturen, die nach den Feldzügen Alexander des Großen Eingang in den zentralasiatischen Genpool gefunden hatten.
Als Journalist und Dokumentarfilmer beschäftigt er sich immer wieder mit Themen, die Wissenschaft, Geschichte und Gesellschaft verschränken.

## Werke
Ab 2011 begleitete er über mehrere Jahre ein Team von Wissenschaftlern auf der Suche nach dem Ursprung von HIV in der Demokratischen Republik Kongo und Kamerun. Sein 2014 erschienener Dokumentarfilm „AIDS – Erbe der Kolonialzeit“ gibt dem Ursprung von HIV, der anhand der Analyse von HIV–positiven Gewebeproben auf die Dekaden zwischen 1880 und 1920 datiert wurde, einen historischen Kontext: Die koloniale Erschließung Zentralafrikas schaffte die Strukturen und Netzwerke, anhand derer sich das Virus ausbreiten konnte.
2014 verbrachte Carl Gierstorfer zusammen mit der Journalistin Laura Salm–Reifferscheidt drei Monate in Liberia, um die Ebola-Epidemie zu dokumentieren. Der 2017 mit dem Grimme-Preis (Regie: Carl Gierstorfer, Produktion: Antje Boehmert) ausgezeichnete Dokumentarfilm „Ebola – das Virus überleben“ erzählt die Geschichte von Stanley Juah, der von seinem Dorf verstoßen und mit dem Tod bedroht wurde, weil er das Virus in seine Gemeinschaft brachte. Parallel zum Film entstand ein Web-Format – „Mawah – Als Ebola in unser Dorf kam“, das mit dem „Lovie Award“ ausgezeichnet wurde.
In „Dollar Heroes – Devisen für den Diktator“ (2018) drehten Carl Gierstorfer, der Investigativjournalist Sebastian Weis und Produzent Tristan Chytroscheck teils undercover, um zu belegen, wie weltweit rund 100.000 nordkoreanische Zwangsarbeiter Devisen für das nordkoreanische Regime erwirtschaften. Die Dokumentation wurde von 17 Fernsehsendern weltweit ausgestrahlt und im Europäischen Parlament gezeigt.
Zwischen 2014 und 2019 bereiste Carl Gierstorfer regelmäßig den peruanischen Amazonas um das Schicksal der Mashco Piro, eines der letzten isolierten Völker der Erde zu dokumentieren. Nachdem die Mashco Piro immer wieder Kontakt mit der Außenwelt geknüpft hatten und es zu tödlichen Konflikten mit indigenen Gemeinschaften gekommen war, sah sich das peruanische Kulturministerium veranlasst, zu intervenieren. „The River Between Us“ hatte im Oktober 2021 Premiere auf DocsMX in Mexico-Stadt und widmet sich der Frage, inwiefern isoliert lebende Völker und moderne Gesellschaften koexistieren können.
Zwischen Weihnachten 2020 und März 2021 verbrachte Carl Gierstorfer drei Monate auf der Corona-Intensivstation 43 am Virchow-Klinikum der Berliner Charité. Die 4-teilige dokumentarische Serie „Charité Intensiv: Station 43“, die er mit Co-Autorin Mareike Müller realisierte, zählt mit mehr als 2,6 Millionen Abrufen zu den erfolgreichsten Dokuserien im deutschen Fernsehen. Sie wurde unter anderem mit dem Deutschen Fernsehpreis 2021 ausgezeichnet. Carl Gierstorfer erhielt für diese Arbeit den Hanns-Joachim-Friedrichs-Preis 2021. Die Jury würdigte den „konsequent zurückhaltenden, beobachtenden Stil“, der für den Zuseher „ein bis an die Grenzen des Auszuhaltenden authentisches Bild der Pandemie und ihrer Folgen“ zeichnet.
Nach dem russischen Angriff auf die Ukraine im Februar 2022 begleitete Gierstorfer die ukrainische Kinderärztin Wira Primakova über mehrere Monate. Der 60-minütige Dokumentarfilm “Ukraine - Kriegstagebuch einer Kinderärztin” (engl. “Wira’s War”) wurde 2024 mit dem Grimmepreis in der Kategorie Information und  Kultur ausgezeichnet. Die Jury lobt “die herausragende Bildgestaltung des Filmemachers – eine integrierte Kamera, die Nähe und Distanz auf allen Eben des Gezeigten ausgewogen hält.”
Im Jahr 2023 veröffentlichte die ARD die zweite Staffel von Charité Intensiv unter dem Namen „Gegen die Zeit“. In vier Teilen beleuchtet die Serie das Thema der Organspende in Deutschland.

## Filmografie (Auswahl)
- 2010: The End of Red October (Discovery Channel)
- 2012: Myanmar: Die Freiheit leben (arte)
- 2014: Aids – Erbe der Kolonialzeit (ZDF / arte / PBS / Smithsonian)
- 2016: Ebola – Das Virus überleben / We Want You To Live (SWR / arte / PBS / Al Jazeera)
- 2018: Dollar Heros – Devisen für den Diktator / North Korea’s Secret Slaves (ZDF / arte / BBC / u. a.)
- 2019: Peru: Der Preis des Goldes (arte GEIE)
- 2020: Office 39: Kim′s Cash Machine (ZDF / Al Jazeera)
- 2021: Der Fluss, der uns trennt / The River Between Us (SWR/arte, Hessenfilm, Pulitzer Center on Crisis Reporting, First Hand Fund)
- 2021: Charité Intensiv: Station 43 (rbb für ARD-Mediathek)
- 2023: Ukraine - Kriegstagebuch einer Kinderärztin (DOCDAYS Productions für rbb/ARTE)
- 2023: Charité Intensiv: Gegen die Zeit (rbb für ARD Mediathek)

## Auszeichnungen
- 2011: Silver Dolphin Cannes Corporate Media& TV Awards für „Leben mit der Flut“ (DW-TV)
- 2015: Eine Welt Filmpreis des Landes Nordrhein-Westfalen für „AIDS – Erbe der Kolonialzeit“
- 2016: Lovie Award für „Mawah – when Ebola Came to Our Village“
- 2016: Finalist „Best Editing“ Jackson Hole Science Award „AIDS – Erbe der Kolonialzeit“
- 2017: Grimme-Preis für „Ebola – das Virus überleben“
- 2017: Nomination Prix Europa Best European Journalist of the Year
- 2019: Goldene Nymphe für beste international Dokumentation beim Monte Carlo TV Festival für „Dollar Heores“
- 2019: Nominierung Grierson Award, Best Documentary Series for “Why Slavery / Dollar Heroes”
- 2021: Hanns-Joachim-Friedrichs-Preis für Fernsehjournalismus
- 2021: Deutscher Fernsehpreis Beste Doku-Serie für „Charité Intensiv – Station 43“
- 2021: Hauptpreis des Katholischen Medienpreises, Kategorie Fernsehen für „Charité Intensiv – Station 43“
- 2021: Medienpreis der Deutschen Sepsisgesellschaft für „Charité Intensiv – Station 43“
- 2021: Film- und Fernsehpreis des Deutschen Hartmannbundes für „Charité Intensiv – Station 43“
- 2021: Preis der Deutschen Akademie für Fernsehen in der Kategorie Dokumentarfilm für „Charité Intensiv – Station 43“
- 2022: Blauer Panther in der Kategorie Information und Journalismus für „Charité Intensiv – Station 43“[10]
- 2022: Grimme Preis für “Charité Intensiv: Station 43”
- 2024: Grimme Preis für “Ukraine - Kriegstagebuch einer Kinderärztin”

## Publikationen
- Von Ebola lernen - Nicht verstecken, schützen![11]
- Aids-Pandemie - Im Strudel der Kolonialzeit[12]
- „Amazônia“ von Salgado: „Alles kam zu mir aus dem Licht“[13]

## Publikationen über Carl Gierstorfer
- Dreharbeiten auf der Intensivstation - „Ich habe auch geweint“[14]
- Glaube auf Station 43: Interview mit Carl Gierstorfer[15]
- Episode 39: Charité intensiv[16]
- Dokumentarfilmer Carl Gierstorfer - Auf den Spuren von Ebola[17]